# Список збитих цивільних літаків
В історії комерційного авіатранспорту неодноразово ставалися випадкові або навмисні збиття цивільних літаків. Цей хронологічний список має на меті задокументувати збиття літаків за допомогою вогнепальної зброї або ракетами, включаючи епізоди під час війни, але не епізоди саботажу або використання вибухівки.

## 1930-ті

### Ґуйліньський інцидент
24 серпня 1938 року, під час Японсько-китайської війни, літак Douglas DC-2 «Kweilin» (桂林號; 桂林号; Guìlín-hào; Kuei-lin hao, відповідно до системи Палладія українською має бути Ґуйлінь-хао), що знаходився у спільному управлінні Національної авіакомпанії Китаю та Pan American, був примушений до посадки японським літаком північніше Гонконгу на території Китаю. З 18 пасажирів та членів екіпажу 15 загинуло, коли «Kweilin» здійснив вимушену посадку на воду для уникнення атаки, був обстріляний японським літаком та затонув. Американський пілот Х'ю Л. Вудс та двоє інших вижили. Три відомих китайських банкіри, Ху Юн, Сінло Хсу та Ванг Юмей, загинули під час атаки. Пізніше вважалось, що це була спроба вбивства Сунь Фо, єдиного сина президента Китаю Сунь Ятсена, який мав також летіти цим рейсом, але не був на борту. Літак було відремонтовано та згодом, під назвою «Чунцін-хао» (重慶號; 重庆号; Chóngqìng-hào; Ch'ung-ch'ing-hao), запущений в експлуатацію. Був збитий повторно в інциденті у 1940 році.
Подія 1938 року вважається першим випадком збиття комерційного пасажирського літака ворожими силами.

## 1940-ві

### Kaleva OH-ALL
Kaleva OH-ALL був цивільним транспортним та пасажирським літаком моделі Junkers Ju 52, що перебував в управлінні фінської авіакомпанії Aero O/Y та був збитий двома радянськими бомбардувальниками ДБ-3 14 червня 1940 року. В той день він летів від Таллінну, Естонія, до Гельсінкі, Фінляндія. Ця подія виникла під час мирного періоду між війнами між Фінляндією та СРСР, через три місяці після закінчення Зимової війни та за рік до Війни продовження. Через кілька хвилин після зльоту у Таллінні Калеву перехопило два радянських торпедоносця ДБ-3Т. Вони відкрили вогонь з своїх кулеметів та сильно пошкодили «Kaleva», у результаті чого літак впав у воду за 2 км на північний схід від маяка на острові Кері. Усі 7 пасажирів та 2 члени екіпажу загинули.

### Чунцін
26 жовтня 1940 року Douglas DC-2 «Chungking» (重慶號; 重庆号; Chóngqìng-hào; Ch'ung-ch'ing-hao, відповідно до системи Палладія — Чунцін-хао), що перебував в управлінні Національної авіакомпанії Китаю, був знищений японськими винищувачами в аеропорту Чжаньї Цюй (спрощ.: 沾益机场; піньїнь: Zhānyì Qū), Юньнань, Китай, одразу після посадки. Дев'ять осіб загинуло, включаючи американського пілота Волтера Кента та китайського архітектора Чанґань Цянь (піньїнь: Qián Chānggàn). Літак згорів, що унеможливило його відновлення. Це була та сама машина, що була збита у 1938 році в «Ґуйліньському інциденті», описаному вище.

### KNILM PK-AFV
PK-AFV, також відомий як Пелікан, був літаком моделі Douglas DC-3, що перебував в управлінні KNILM (Королівська Нідерландсько-Індійська авіакомпанія, нід. Koninklijke Nederlandsch-Indische Luchtvaart Maatschappij) з 1937 по 1942 роки. 3 березня 1942 року під час польоту з Бандунгу, що на той час належав до Голландської Ост-Індії, до м. Брум, Австралія літак було атаковано трьома японськими винищувачами Mitsubishi A6M. Внаслідок атаки літак розбився на пляжі поблизу міста Брум. Загинуло 4 пасажири. На борту літака знаходились діаманти вартістю 150—300 тис. £ (у цінах 2015 року — від 7 до 13 млн £), більшість із яких була втрачена чи викрадена після аварії.

### Рейс 777 компанії BOAC
Рейс 777, плановий рейс BOAC (англ. British Overseas Airways Corporation), виконувався літаком Douglas DC-3 1 червня 1943 року з лісабонського аеропорту «Портела» нейтральної Португалії до аеропорту Вайтчерч у Бристолі, Англія. Під час польоту він був атакований вісьмома Junkers Ju 88, що належали Німеччині, та розбився у Біскайській затоці. Внаслідок аварії загинули всі люди, що були на борту, включаючи актора Леслі Говарда.

## 1950-ті

### Cathay Pacific VR-HEU
VR-HEU, чотиримоторний гвинтовий літак Douglas DC-4 під управлінням авіакомпанії Cathay Pacific, при польоті по маршруту Бангкок — Гонконг 23 липня 1954 року був збитий винищувачами Ла-7, що належав Народно-визвольній армії Китаю, неподалік від узбережжя острова Хайнань. Десять людей з дев'ятнадцяти, що були на борту, загинули.

### El Al, рейс 402
Рейс 402 ізраїльської авіакомпанії El Al був чотиримоторним турбогвинтовим літаком моделі L-149 Constellation з реєстраційним номером 4X-AKC. 27 червня 1955 року, під час здійснення міжнародного пасажирського рейсу з Відня, Австрія, через Стамбул до Тель-Авіву в Ізраїлі, літак залетів до повітряного простору Болгарії і, після того як відмовився сісти, був збитий двома болгарськими реактивними винищувачами МіГ-15 за кілька кілометрів до кордону з Грецією біля міста Петрич. Всі сім членів екіпажу та п'ятдесят один пасажир загинули.

## 1970-ті

### Рейс 114 Libyan Arab Airlines
Рейс 114 авіакомпанії Libyan Arab Airlines був регулярним рейсом із Триполі, Лівія до Каїру через Бенгазі. О 10:30 21 лютого 1973 року літак моделі Boeing 727 покинув Триполі але загубився через комбінацію поганої погоди та поломки обладнання о 13:44 (за місцевим часом) над північним Єгиптом. Над Синайським півострівом він зайшов до повітряного простору, що контролювався Ізраїлем, був перехоплений двом ізраїльськими винищувачами F-4 Phantom II і, після того, як відмовився іти на посадку, був збитий. З 113 людей, що були на борту, вижило 5 включно з другим пілотом.

### Інцидент із південнокорейським «Боїнгом»
Рейс 902, Boeing 707, що належав авіакомпанії Korean Air був збитий 20 квітня 1978 року радянськими винищувачами Су-15 у небі Карелії. Літак порушив повітряний простір СРСР через несправність гіроскопічного напівкомпасу. Загинуло два пасажири з 107 пасажирів та членів екіпажу, що знаходились на борту.

### Рейс 825 Air Rhodesia
Рейс 825 авіакомпанії Air Rhodesia був регулярним рейсом між містами Кариба та Солсбері (зараз Хараре) у Зімбабве (на той час — Родезія). 3 вересня 1978 року повстанці з Народної революційної армії Зімбабве (англ. Zimbabwe People's Revolutionary Army, (ZIPRA)) збили літак з використанням ПЗРК «Стріла-2». 18 з 26 пасажирів літака Vickers Viscount вижили після падіння, але 10 з них були вбиті повстанцями на місці аварії.

### Рейс 827 Air Rhodesia
Рейс 827 авіакомпанії Air Rhodesia був регулярним рейсом між містами Кариба та Солсбері (зараз Хараре), Зімбабве (на той час — Родезія) та був збитий 12 лютого 1979 року повстанцями з Народної революційної армії Зімбабве (англ. ZIPRA) з використанням ПЗРК «Стріла-2» аналогічно до випадку з рейсом 827. Ніхто з 59 людей, що були на борту літака, не вижив.

## 1980-ті

### Рейс 870 Aerolinee Itavia
27 червня 1980 року рейс 870 авіакомпанії Aerolinee Itavia, що здійснювався літаком моделі McDonnell Douglas DC-9, розбився у Тірренському морі між островами Понца та Устіка під час перельоту по маршруту від Болоньї до Палермо (обидва міста — Італія). За весь час з моменту аварії існувала велика кількість різних версій причин катастрофи, від бомби на борту до ракети. Колишній Президент Італії Франческо Коссіґа називав причиною катастрофи ракету, випущену літаком, що належав до Військово-морських сил Франції не зважаючи на докази, що суперечили цій версії та які були наведені у доповіді Tribunale di Roma 1994 року. 23 січня 2013 року вищий кримінальний суд Італії встановив, що є «численні» докази того, що літак було збито ракетою.
Головні ЗМІ Італії протягом років стверджували, що причиною катастрофи був повітряний бій із залученням повітряних сил Лівії, США, Франції та Італії у спробі сил НАТО збити літак, у якому летів Муаммар Каддафі того вечора. За твердженням судді, що займався цією справою, це розслідування ускладнювалось протидією військових та розвідників Італії на прохання НАТО.
Також, відповідно до даних італійських ЗМІ, документи, що були передані від секретних служб Лівії до організації Human Rights Watch після Битви за Триполі, показують, що рейс 870 та лівійський МіГ були атаковані двома французькими реактивними літаками.

### Як-40 Linhas Aéreas de Angola
Як-40 авіакомпанії Linhas Aéreas de Angola, реєстраційний номер D2-TYC, був збитий 8 лютого 1980 року біля міста Матала, Ангола. Всі люди, що були на борту (4 члени екипажа та 15 пасажирів) загинули. У доповіді Міжнародної організації цивільної авіації зазначено, що «мала місце раптова ситуація у відповідь на дії іноземного повітряного апарату і у Як-40 було випадково влучено та він розбився» (англ. sudden situation took place in response to actions by a foreign aircraft and accidentally the Yak-40 was hit and crashed).

### Інцидент з рейсом Korean Air 007
Рейс 007, що належав південнокорейській авіакомпанії Korean Air Lines (модель літака Boeing 747) був збитий у ніч на 1 вересня 1983 винищувачем Су-15 ВПС Радянської армії. Ніхто з 269 членів екіпажу та пасажирів, що були на борту, не вижив. Серед загиблих був конгресмен США Ларрі Макдональд.

### Polar 3
Polar 3, дослідницький літак моделі Dornier Do 228, що належав Інституту Альфреда Вегенера, був збитий 24 лютого 1985 року повстанцями з організації Полісаріо над Західною Сахарою. Усі три члени екіпажу загинули. Літак повертався з Антарктиди та був на ділянці між запланованими зупинками у Дакарі, Сенегал (звідки він вилетів) до Арресіфе, Канарські острови.

### Lockheed L-100 авіакомпанії Zimex Aviation
14 жовтня 1987 року літак Lockheed L-100 Hercules з реєстраційним номером HB-ILF, який перебував у власності швейцарської компанії Zimex Aviation та виконував польоти на замовлення Червоного Хреста був збитий через чотири хвилини після зльоту з аеропорту Квіто Кванавале, Ангола. Він був збитий невідомим снарядом невідомих комбатантів під час Громадянської війни в Анголі. Чотири члени екіпажу та два пасажири загинули. На землі дві людини загинули та одна була важко поранена.

### Air Malawi борт 7Q-YMB
6 листопада 1987 року літак моделі Shorts Skyvan, бортовий номер 7Q-YMB, що належав авіакомпанії Air Malawi був збитий під час перельоту від Блантайру до Лілонгве у Малаві. План польотів передбачав переліт над Мозамбіком, де на той час тривала громадянська війна. Літак було збито поблизу від мозамбіцького міста Улонгве. Вісім пасажирів та двоє членів екіпажу загинули.

### Збиття A300 над Перською затокою
Рейс 655 іранської авіакомпанії Iran Air був регулярним комерційним рейсом між містами Бендер-Аббас, Іран та Дубай, ОАЕ. 3 липня 1988 року, під кінець Ірано-іракської війни, літак було збито ракетним крейсером типу «Тікондерога» «Vincennes» за допомогою зенітної ракети RIM-66 Standard. Всі 290 пасажирів та членів екіпажу загинули. За заявою США літак моделі Airbus A300 був помилково прийнятий за іранський F-14.

### T&G Aviation DC-7
8 грудня 1988 року літак моделі Douglas DC-7, що здійснював польоти на замовлення Агентства США з міжнародного розвитку був збитий в небі Західної Сахари учасниками руху Полісаріо. Це призвело до загибелі п'ятьох людей. Лідери руху сказали, що помилково прийняли літак за марокканський Lockheed C-130 Hercules. Літак використовувався для розпилення інсектицидів для контролю поширення сарани.

## 1990-ті

### Знищення грузинських авіалайнерів у 1993 році
У вересні 1993 року три авіалайнери, що належали Transair Georgia, були збиті або знищені ракетами та снарядами в Сухумі, Абхазія, Грузія. Перший літак, Ту-134, був збитий ракетою 21 вересня 1993 року при заході на посадку. Другий літак, Ту-154, був збитий наступного дня за таких самих умов. Третій був розстріляний та знищений на злітній смузі під час посадки пасажирів.

### Збиття літака президента Руанди
Літак Dassault Falcon 50, на борту якого перебували президент Руанди Жувеналь Габ'ярімана і президент Бурунді Сіпрієн Нтар'яміра, був збитий 6 квітня 1994 року при заході на посадку в Кігалі, Руанда. Обидва президенти загинули. Це вбивство стало каталізатором Геноциду у Руанді та першої конголезької війни. Відповідальність за атаку, за більшістю теорій, приписують або повстанцям з Руандського патріотичного фронту фр. Front patriotique rwandais, RPF або проурядовим екстремістам з Хуту Повер англ. Hutu Power, що були проти переговорів з RPF.

### Рейс 602 Lionair
Рейс 602 авіакомпанії Lionair виконувався літаком моделі Ан-24РВ. Літак впав у море біля північно-західного узбережжя Шрі-Ланки 29 вересня 1998 року. Літак здійснював рейс з аеропорту Канкесантураі, Джафна, що одночасно є військовою авіабазою, до аеропорту Ратмалана, Коломбо, та зник за радарів одразу після повідомлення пілота про розгерметизацію. Початкові доповіді зазначали, що літак було збито повстанцями з організації Тигри визволення Таміл-Іламу. Всі сім членів екіпажу та 48 пасажирів загинули.

## 2000-ні

### Катастрофа Ту-154 над Чорним морем
Рейс SBI-1812, що виконувався літаком Ту-154, бортовий номер RA-85693, який належав авіакомпанії «Сибір» по маршруту Тель-Авів — Новосибірськ, упав над Чорним морем о 12:44 за київським часом. Згодом в морі знайшли частину багажу та деталі внутрішнього оздоблення літака. За проведеним розслідуванням, літак було збито з ЗРК С-200, хоча наразі висновки розслідування вважаються некоректними українською стороною. Загинули всі 66 пасажирів (з них 51 громадян Ізраїлю та 15 громадян Росії) та 12 членів екіпажу. Попри ряд проведених слідчих заходів та політичних заяв, винні та причини авіакатастрофи юридично не встановлені, але було підписано договір між Росією і Україною «Про врегулювання претензій», за яким Україна виплачує родичам загиблих компенсації без визнання юридичної відповідальності. Загальні виплати сягнули 15 млн доларів США.

### Спроба збиття літака DHL над Багдадом
22 листопада 2003 року, одразу після зльоту в Багдаді, Ірак, у ліве крило вантажного літака моделі Airbus A300, що належав European Air Transport (дочірнє підприємство німецької поштової компанії DHL Aviation), влучила зенітна ракета. Важкі ушкодження крила призвели до пожежі та повної втрати гідравліки системи керування польотом. Пілоти використали диференційну тягу двигунів для повернення до Багдаду та змогли сісти без будь-яких поранень чи серйозних пошкоджень літака.

### Збиття літака у Баладі
9 січня 2007 року літак Ан-26 розбився під час спроби посадки на авіабазі Балад у Іраці. Хоча офіційні особи назвали причиною аварії погану погоду, однак за свідченнями очевидців літак було збито та Ісламська армія Іраку взяла на себе відповідальність за цю подію. 34 з 35 людей, що були на борту, загинули.

### Збиття Іл-76 у Могадішо
23 березня 2007 року Іл-76 авіакомпанії ТрансАвіаЕкспорт розбився на околиці Могадішо, Сомалі під час боїв за Могадішо у 2007 році. Свідки, включаючи репортера мережі Shabelle, бачили, що літак було збито та Білорусь розпочала антитерористичне розслідування, але Сомалі наполягало, що це був нещасний випадок. Всі 11 членів екіпажу загинули (один з них пережив аварію, але помер у лікарні). Слід зазначити, що 9 березня 2007 року при заході на посадку в Могадішо був підбитий та серйозно пошкоджений ще один літак авіакомпанії «ТрансАвіаЕкспорт».

## 2010-ті

### Збиття Boeing 777 біля Донецька
17 липня 2014 року рейс MH-17 компанії Malaysia Airlines, що здійснювався літаком моделі Boeing 777-200ER, під час польоту з Амстердаму до Куала-Лумпуру, був збитий ракетою ЗРК «Бук» та впав біля міста Чистякове Донецької області. Всі 283 пасажири, серед них 80 дітей, та 15 членів екіпажу загинули.

## 2020-ті

### Збиття Boeing 737—800 під Тегераном
8 січня 2020 року після вильоту з Тегерану Boeing 737-800 «Міжнародних авіаліній України» був збитий силами ППО Ірану, жоден зі 176 пасажирів та членів екіпажу не вижив.

### Катастрофа рейсу 8243 «Azerbaijan Airlines»
25 грудня 2024 року Embraer E190 «Азербайджанських авіаліній», який виконував пасажирський рейс з Баку до Грозного, був вражений російською ЗРК і розбився поблизу міжнародного аеропорту Актау, загинуло 39 з 67 пасажирів та членів екіпажу.

## Можливі збиття
У наведених нижче випадках існують певні докази або підозри про можливе збиття літаків.
| Дата                  | Рейс                                                      | Жертви | Вижили | Висновки по випадку |
| --------------------- | --------------------------------------------------------- | ------ | ------ | --- |
| 21 грудня 1948 року   | ČSA, рейс 584 (OK-WDN)                                    | 24     | немає  | Douglas DC-3 біля Пілосу, Греція; зіткнення з землею у керованому польоті. |
| 18 січня 1959 року    | Рейс 205 Аерофлоту (бортовий номер СССР-41863)            | 25     | немає  | Літак моделі Іл-14, що належав компанії Аерофлот, впав через невідому аварію на борту. Під час розслідування встановлено, що погодні умови не були причиною. Дослідження тіл загиблих вказували на можливе ураження вогнепальною зброєю. До даної аварії пілоти інших літаків повідомляли про занадто близьке проходження трасуючих боєприпасів від військового полігону поруч. Офіційне рішення по аварії не було опубліковано.              |
| 18 вересня 1961 року  | Авіакатастрофа поблизу Ндоли 18 вересня 1961 року         | 16     | немає  | Один з чартерних літаків ООН моделі Douglas DC-6, що перебував під управлінням компанії Transair Sweden, розбився у прикордонній території між Демократичною Республікою Конго та Північною Родезією. На борту знаходився Генеральний Секретар ООН Даґ Гаммаршельд. Так і не було з'ясовано, що було причиною аварії — помилка у навігації, технічний дефект або збиття.                                                                      |
| 30 червня 1962 року   | Рейс 902 Аерофлоту (бортовий номер СССР-42370)            | 84     | немає  | Літак моделі Ту-104, що належав компанії Аерофлот, впав через невідому аварію на борту. Неофіційно заявлялось, що літак було збито ракетою. |
| 3 вересня 1962 року   | Рейс 03 Аерофлоту (бортовий номер СССР-42366)             | 86     | немає  | Літак моделі Ту-104, що належав компанії Аерофлот, розбився поблизу Хабаровська. Неофіційні джерела повідомляють про збиття ракетою |
| 6 січня 1968 року     | Рейс 1668 Аерофлоту (бортовий номер СССР-47733)           | 45     | немає  | Літак моделі Ан-24, що належав компанії Аерофлот, впав через невідому причину. Погодні умови та кваліфікація екіпажу не могли бути причиною. Неофіційно заявлялось, що літак було збито ракетою, однак офіційні версії цього не визнають. |
| 11 вересня 1968 року  | Рейс 1611 Air France                                      | 95     | немає  | Літак моделі Sud Aviation Caravelle авіакомпанії Air France впав у Середземне море після повідомлення про пожежу у кабіні. Згідно з телепередачею, що була випущена у 2011 році, літак було збито стандартною ракетою під час вправ французьких військових. |
| 21 січня 1973 року    | Рейс 6263 Аерофлоту (бортовий номер СССР-46276)           | 39     | немає  | Літак моделі Ан-24, що належав компанії Аерофлот, впав через невідому причину. Четверо людей пережили аварію, але через сильний мороз останній з тих, хто вижив, помер по дорозі у лікарню. Було знайдено отвір у літаку, виникнення якого пов'язують з падінням літака. Міністерство оборони заявило про відсутність активності в даному районі. Також невідомо про запуски радіозондів у цьому регіоні.                                     |
| 30 вересня 1975 року  | Malév Рейс 240 (HA-LCI)                                   | 60     | немає  | 30 вересня 1975 року розбився Ту-154 авіакомпанії Malév під час рейсу з Будапешту до Бейруту. Усі 60 пасажирів та 10 членів екіпажу загинули. Біли підозри, що через можливу наявність на борту делегації Організації визволення Палестини (її там не було) або можливе перевезення зброї для Палестини літак було збито сирійськими чи ізраїльськими ППО. Літак був заповнений пасажирами лише на третину.                                   |
| 18 липня 1981 року    | Інцидент з аргентинським літаком у небі Вірменії (LV-JTN) | 4      | немає  | Літак моделі Canadair CL-44 з реєстраційним номером LV-JTN, що належав аргентинській авіакомпанії Transporte Aéreo Rioplatense, виконував рейс з Тегерану до Ларнаки і випадково залетів до повітряного простору СРСР. Був збитий тараном винищувача Су-15. За версією пілота винищувача — це була спроба змусити літак до приземлення, на думку західних експертів мова йшла про помилку пілота винищувача, що потім спробував виправдатись. |
| 8 листопада 1983 року | TAAG Angola Airlines Рейс 462                             | 130    | немає  | Після старту в Лубанго, Ангола впав Боїнг 737, що належав TAAG Angola Airlines. За даними уряду Анголи причиною падіння був технічний дефект. Водночас повстанці з УНІТА заявляють, що це вони збили літак, помилково вважаючи, що ним перевозили військових. |